# Pędzliczek górski
Pędzliczek górski (Syntrichia montana Nees) – gatunek mchu należący do rodziny płoniwowatych (Pottiaceae Schimp.). Występuje w Ameryce Północnej (Kanada, Stany Zjednoczone), Europie i Azji. Rośnie na glebie i skałach, sporadycznie na korze drzew.

## Morfologia
GametofitŁodyżki osiągają do 10 mm wysokości. Listki języczkowate lub łopatkowate, zwinięte i skręcone w stanie suchym, wyprostowane i rozpostarte w stanie nawodnionym. Osiągają 1,5–3 mm długości i 0,5–1,5 mm szerokości.
SporofitSeta czerwona, długości 8–14 mm. Puszka czerwona, długości 2–3,5 mm, prosta lub lekko wygięta. Perystom długości 0,5–1.3 mm. Zarodniki o rozmiarze 10–13 µm.

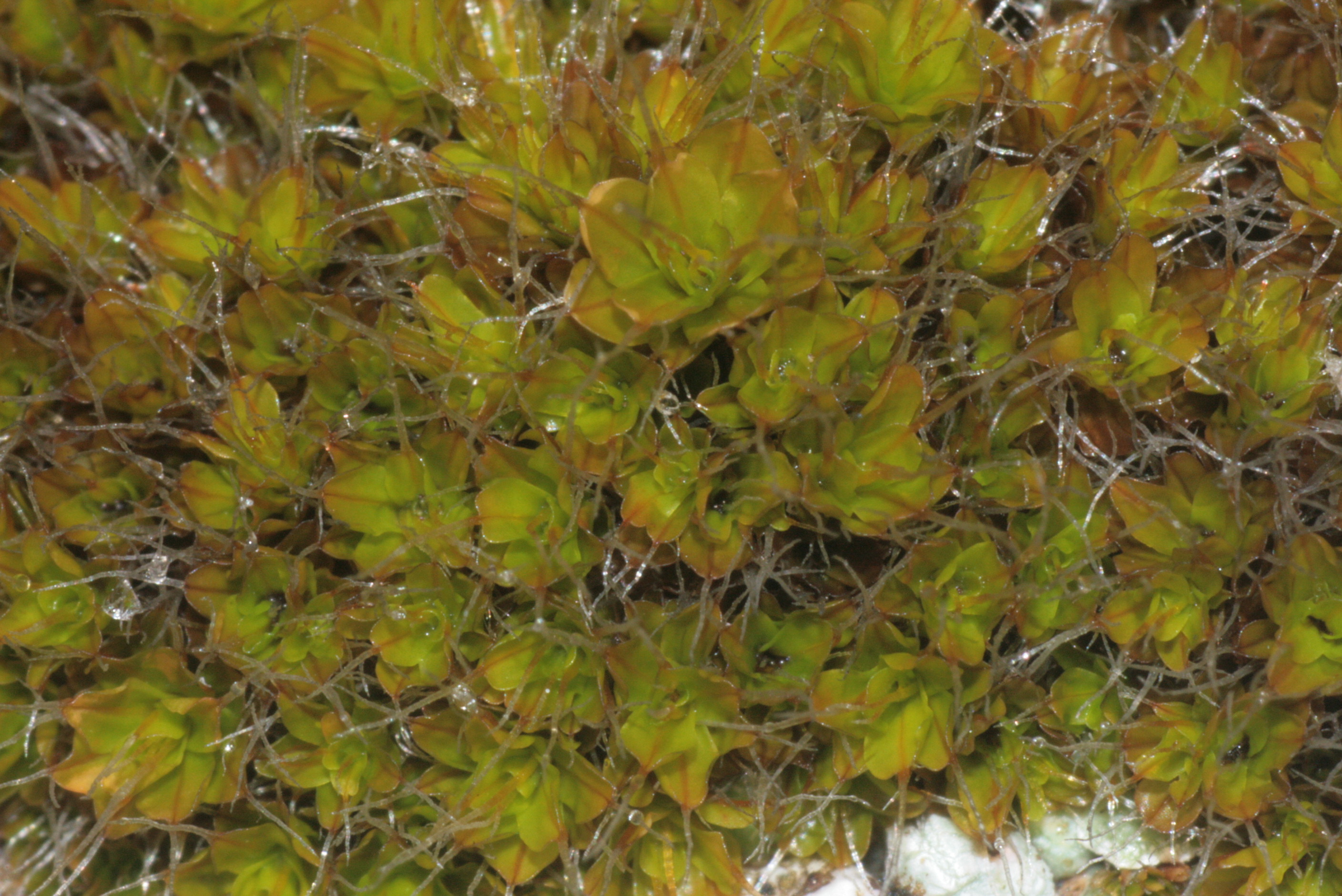
Gametofit
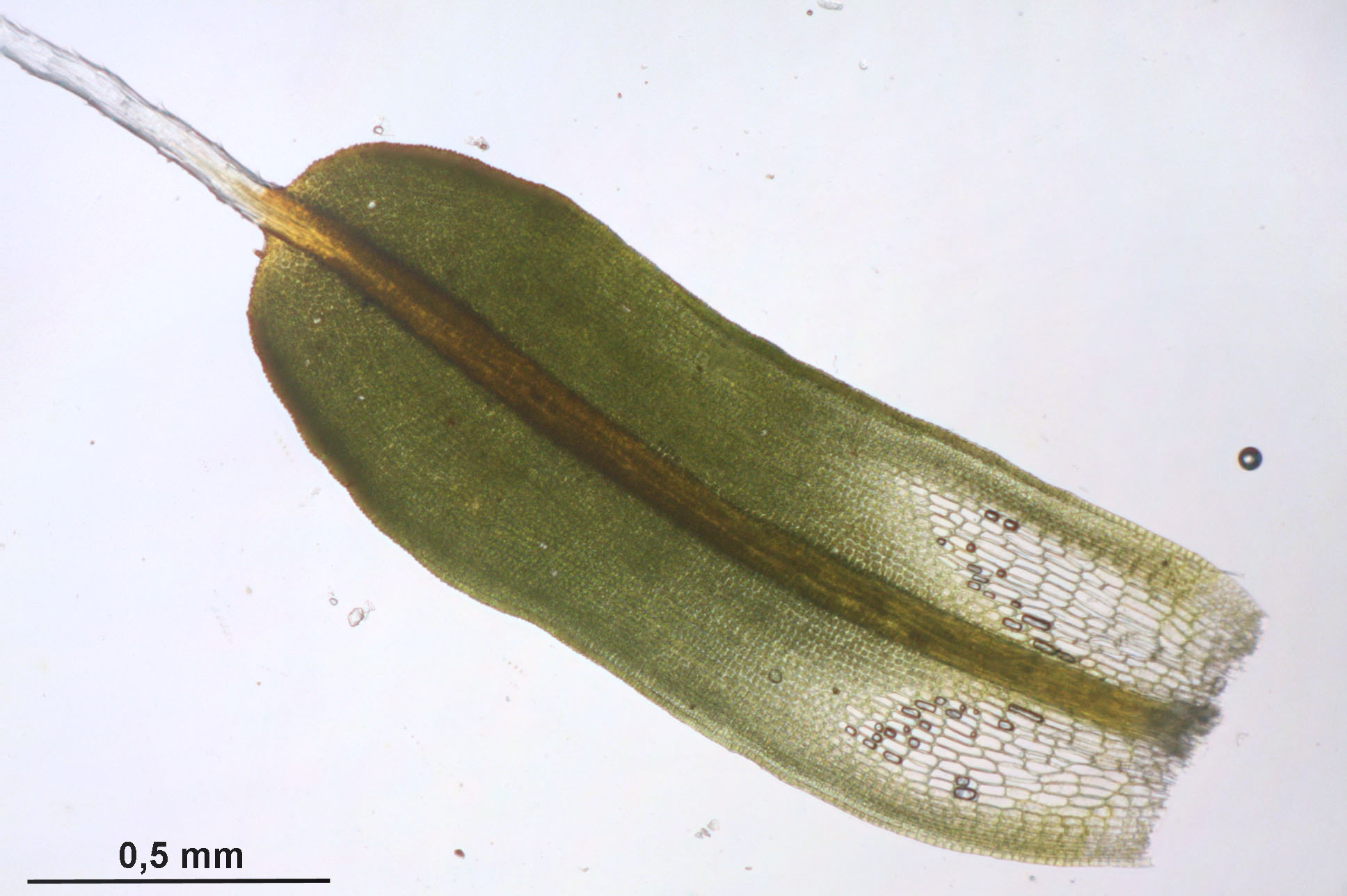
Listek

## Systematyka i nazewnictwo
Synonimy: Syntrichia intermedia Brid., Tortula intermedia (Brid.) De Not., Tortula ruralis var. crinita De Not.